# 小学校設置基準
小学校設置基準（しょうがっこうせっちきじゅん）は、学校教育法（昭和22年法律第26号）その他の法令で定める基準のほか、小学校を設置するのに必要な最低の基準を定めた文部科学省の省令である。2002年3月29日に公布された。

## 沿革
1947年（昭和22年）に制定された学校教育法3条では、「学校を設置しようとする者は、学校の種類に応じ、文部科学大臣の定める設備、編制その他に関する設置基準に従い、これを設置しなければならない。」とされてきたが、小学校についての設置基準は長い間定められてこなかった。平成14年4月になってようやく施行されたのが小学校設置基準である。

## 構成
- 第一章 総則（第1条 - 第3条）
- 第二章 編制（第4条 - 第6条）
- 第三章 施設及び設備（第7条 - 第12条）
- 附則